# Dorje Shugden
| Tibetische Bezeichnung                                       |
| ------------------------------------------------------------ |
| Tibetische Schrift: རྒྱལ་ཆེན་རྡོ་རྗེ་ཤུགས་ལྡན་རྩལ།                     |
| Wylie-Transliteration: rgyal chen rdo rje shugs ldan rtsal   |
| Offizielle Transkription der VRCh: Gyaiqên Dorjê Xugdain Zai |
| THDL-Transkription: Gyelchen Dorjé Shukden Tsel              |
| Andere Schreibweisen: Gyalchen Dorje Shugden Tsal            |
| Chinesische Bezeichnung                                      |
| Traditionell: 多傑雄登、俱力護法神                           |
| Vereinfacht: 多杰雄登、俱力护法神                            |
| Pinyin:Duōjié Xióngdēng, Jùlì Hùfǎwáng Shén                  |

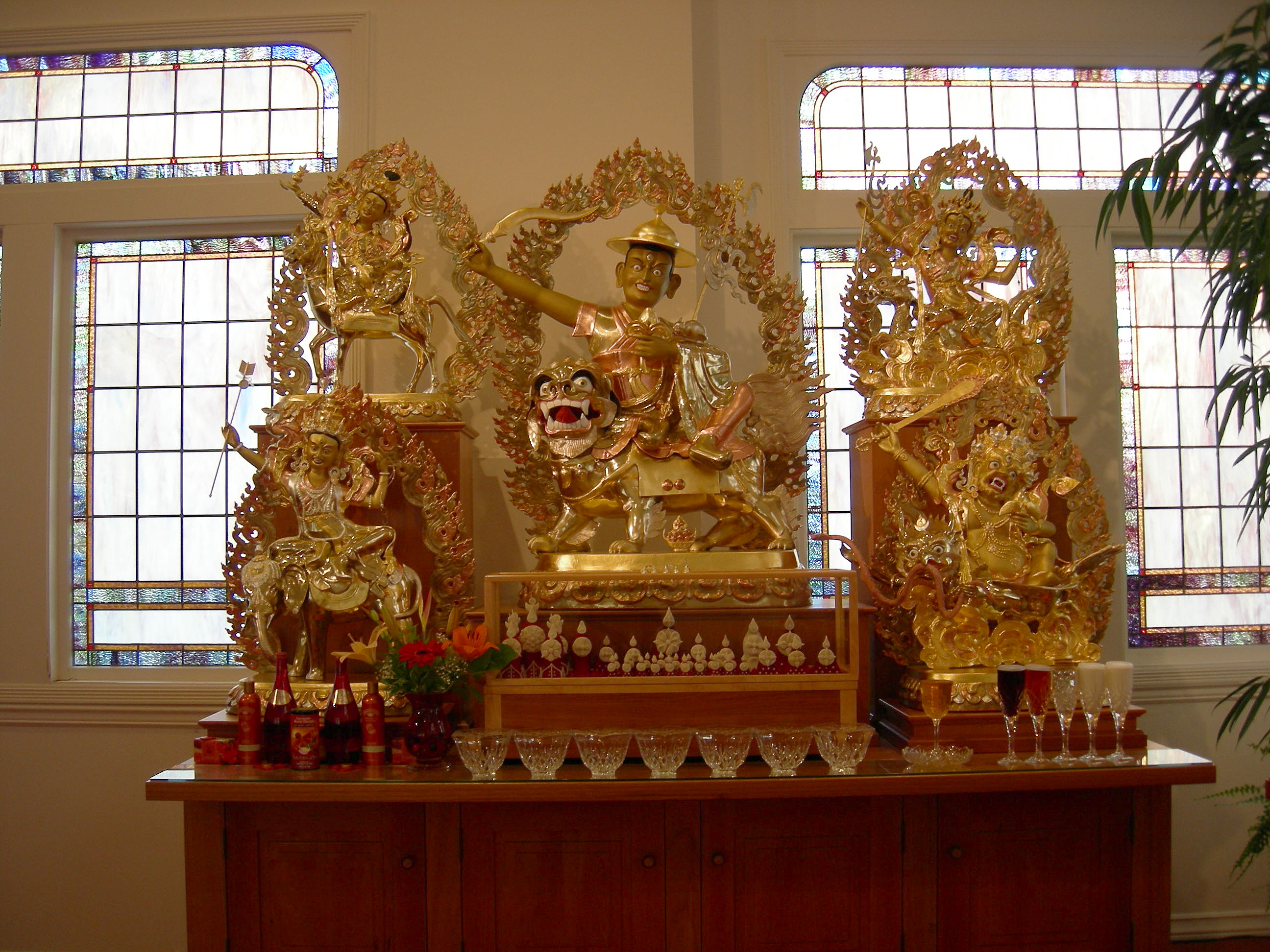
Statue von Dorje Shugden

Dorje Shugden [cɛːtɕʰẽ toːtɕe ɕuktɛ̃ tsɛː] (tibetisch ‚mächtiger Donnerkeil‘), auch Dhogyal, Dholgyal oder Dolgyal genannt ist im Glaubenssystem des tibetischen Buddhismus ein übernatürliches Wesen, das seit dem 17. Jahrhundert als Schutzgottheit (Dharmabeschützer) verehrt wird. Seit den 1970er Jahren spricht sich der 14. Dalai Lama Tendzin Gyatsho öffentlich gegen die Verehrung Dorje Shugdens aus, was zu einer Spaltung innerhalb der Gelug-Schule geführt hat.

## Überlieferung
Die Geschichte Dorje Shugdens, gemäß der Überlieferungslinie seiner Praxis, kann durch einen Vers des tibetischen Meisters Tagpo Kelsang Khädrub Rinpoche erläutert werden:

„Mit tiefem Vertrauen verbeuge ich mich vor Dir, Vajradhara Dorje Shugden.//
Obwohl Du bereits die Buddha-Ebene erlangt hast//
Und die siebenundzwanzig Taten eines Buddhas ausführst,//
Erscheinst Du in verschiedenen Formen, um dem Buddhadharma und fühlenden Wesen zu helfen.//
Du hast Dich in verschiedenen Aspekten manifestiert,//
Als indische und tibetische Meister,//
Wie beispielsweise Manjushri, Mahasiddha Biwawa, Sakya Pandita,//
Butön Rinchen Drub, Duldzin Dragpa Gyaltsän, Panchen Sönam Dragpa und viele andere.“

Dorje-Shugden-Praktizierende glauben, dass der Weisheitsbuddha Manjushri sich viele Male wieder manifestiert hat, um dem Dharma zu helfen. Alle die oben genannten Meister werden von ihnen deshalb als Manjushri selbst betrachtet. Nach ihrer Überzeugung war der Tulku Ngatrul Dragpa Gyaltsän (1619–1656) die Reinkarnation von Panchen Sönam Dragpa. Tulku Dragpa Gyaltsän lebte zur gleichen Zeit wie der fünfte Dalai Lama im Kloster Drepung. Ngatrul Dragpa Gyaltsän prophezeite, dass er als Dorje Shugden erscheinen würde.
Nach dem Tode Tulku Dragpa Gyaltsäns erschienen viele Zeichen, die von einigen Meistern als Hinweise verstanden wurden, dass er sich als Dorje Shugden manifestiert habe. Andere Lehrer waren sich unsicher und versuchten sogar einen vermeintlichen bösen Geist zu zerstören. Der 5. Dalai Lama Ngawang Lobsang Gyatso (1617–1682) verfasste das erste bekannte Gebet an Dorje Shugden namens Lhundrub Döma. Im 17. Jahrhundert wurde der Trode Khangsar Tempel in Lhasa Dorje Shugden geweiht, in dem sich eine Reihe von Wandbildern befinden. Davon stellt eines die Geschichte Dorje Shugdens (Skt. Jataka, Tib. khrung rabs) dar, wie sie in Tagpo Kelsang Khädrup Rinpoches Vers gelistet ist. Von da an begann sich die Shugden-Praxis zu verbreiten. Es gibt eine ununterbrochene Linie dieser Praxis bis zu den Meistern der heutigen Zeit.
Zu den bekannteren buddhistischen Meistern der jüngeren Zeit, die Dorje Shugden praktizieren und praktizierten, zählen unter anderem:
- Phabongkha Dechen Nyingpo
- Lobsang Yeshe Tendzin Gyatsho (ein Hauptlehrer des Dalai Lama)
- Kyabje Zong Rinpoche
- Thubten Lungtog Tendzin Thrinle
- Gaden Thrisur Lungrig Namgyel (bis 2009 Ganden Thripa)
- Tomo Geshe Rinpoche
- Lama Thubten Yeshe (Gründer der FPMT)
- Thubten Zopa Rinpoche (ehemals)
- Kyabje Zemey Rinpoche
- Geshe Rabten Rinpoche (Gründer von Zentren in Deutschland, der Schweiz und Österreich)
- Geshe Kelsang Gyatso

## Dorje Shugden in der Praxis
Dorje Shugden wurde und wird häufig von seinen heutigen Anhängern als erleuchteter Beschützer verehrt und in diesem Fall in der Regel als Manifestation des Weisheitsbuddhas Manjushri betrachtet. Jedoch zeigen verschiedene englischsprachige Forschungen, dass bis Beginn des Tibetischen Exils Dorje Shugden von verschiedenen Anhängern auch als unerleuchteter, weltlicher Beschützer angesehen wurde. Das Oberhaupt der Sakya Schule, Sakya Trizin, betont, dass Shugden, obwohl in der Sakya Schule teilweise praktiziert, zur niedrigsten Klasse der Dharma-Beschützer gehörte und die Praxis niemals Teil der Sakya Institution war.
Es gibt viele verschiedene Gebete an Dorje Shugden, die von verwirklichten buddhistischen Meistern in den letzten Jahrhunderten verfasst wurden, die alle dem gleichen Schema folgen. Alle diese Sadhanas (Tib. drub tab, Deutsch Methode zur Erlangung) beginnen mit der Zufluchtnahme zu Buddha, Dharma und Sangha und dem Erzeugen des Erleuchtungsgeistes Bodhichitta. Dann wird Dorje Shugden eingeladen und mit dem Verständnis, dass er eine Manifestation von Buddha ist, werden Gaben an ihn dargebracht und Bittgebete für die Beseitigung von Hindernissen in der spirituellen Praxis, das Erschaffen von hilfreichen Bedingungen und das Erblühen der buddhistischen Lehre vorgebracht.

## Die Symbolik von Dorje Shugden

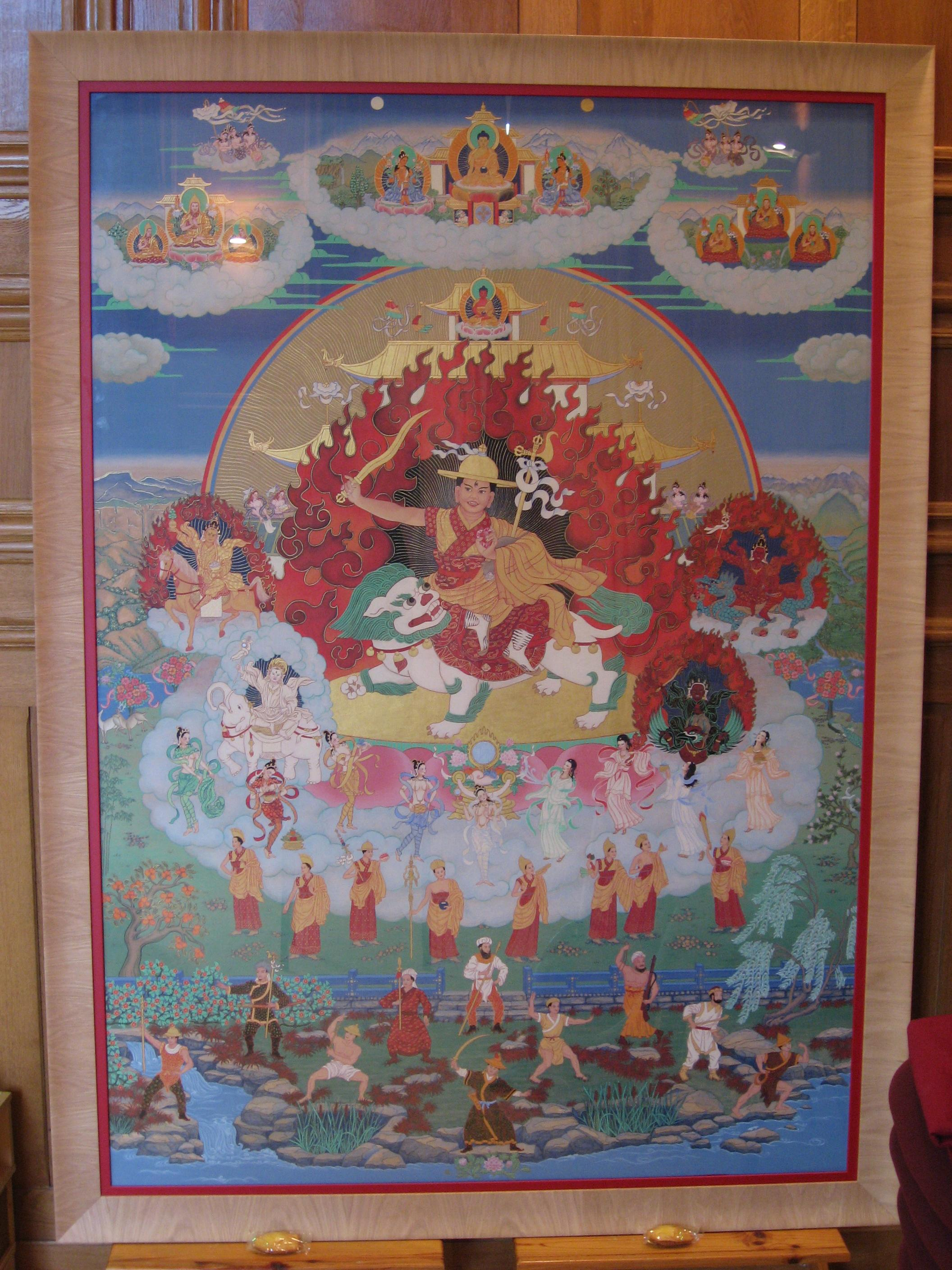
Traditionelles Thangkhagemälde des Mandalas von Dorje Shugden

Gemäß der Ansicht derer, die Shugden als erleuchtet sehen, gibt es insgesamt 32 Gottheiten im Mandala von Dorje Shugden. Jede dieser Gottheiten hat eine besondere Funktion. Sie werden in einem Gebet von Sachen Kunlo, einer der großen Sakya-Lamas erklärt. Die Funktion Dorje Shugdens – der Hauptgottheit des Mandalas – ist es, vertrauensvolle Anhänger durch das Gewähren großer Weisheit auf richtige spirituelle Pfade zu führen.
Die Form Dorje Shugdens enthüllt die vollständigen Stufen des Pfades von Sutra und Tantra. Er erscheint als vollordinierter Mönch, um zu zeigen, dass die Praxis reiner moralischer Disziplin essentiell ist für diejenigen, die Erleuchtung erlangen möchten.
In seiner linken Hand hält er ein Herz. Es symbolisiert Großes Mitgefühl und spontane große Glückseligkeit, die Essenz aller Stufen des weiten Pfades von Sutra und Tantra.
Sein runder, gelber Hut steht für die Sichtweise Nagarjunas, und das Weisheitsschwert in seiner rechten Hand bedeutet, Unwissenheit, die Wurzel Samsaras, mit der scharfen Klinge der Sichtweise Nagarjunas zu durchschneiden. Dies ist die Essenz aller Stufen des tiefgründigen Pfades von Sutra und Tantra.
Dorje Shugden reitet einen Schneelöwen, das Symbol der Vier Furchtlosigkeiten eines Buddhas. Ein juwelenspeiender Mungo sitzt auf seinem linken Arm. Er symbolisiert Dorje Shugdens Macht, all denjenigen Reichtum zu gewähren, die ihm vertrauen. Das einzelne Auge in der Mitte seiner Stirn symbolisiert seine allwissende Weisheit, die alle vergangenen, gegenwärtigen und zukünftigen Phänomene gleichzeitig und direkt wahrnimmt. Sein zornvoller Ausdruck weist darauf hin, dass er Unwissenheit, den wirklichen Feind aller Lebewesen, zerstört, indem er sie mit großer Weisheit segnet, und dass er die Hindernisse reiner Dharma-Praktizierender zerstört.

## Kontroverse um die Shugden-Verehrung
Dorje Shugdens genaue Natur – ob eine Manifestation des Weisheitsbuddhas Manjushri, ein erleuchteter oder weltlicher Dharmabeschützer, oder ein böswilliger Geist – ist unter den Anhängern des Tibetischen Buddhismus umstritten.
Die Einführung von Dorje Shugden als wichtigster Schutzgottheit der Gelug-Schule geht auf Phabongkha Dechen Nyingpo zurück.
Eine Kontroverse entbrannte in den späten 1970er Jahren. 1975 erschien ein Buch des Dzeme Rinpoche (1927–1996), The Yellow Book genannt, in dem die Macht von Shugden demonstriert wurde, indem „23 Regierungsangestellte und hohe Lamas aufgezählt wurden, die durch die Macht der Gottheit (Shugden) umgebracht wurden.“. Der 14. Dalai Lama, der Shugden selbst praktiziert hatte aber nach Analyse zum Schluss kam, dass sie schädlich sei und sie daher aufgab, reagierte heftig. Er fühlte sich nicht nur persönlich bedroht, sondern sagte (wie schon der 13. Dalai Lama), dass die Praxis gegen das buddhistische Prinzip der Zuflucht verstieße und letztlich die Institution des Dalai Lama an sich in Frage stellt. Er begann, sich öffentlich gegen die Verehrung von Dorje Shugden auszusprechen. Nach seinen Aussagen liegt in der Shugden-Verehrung zum einen die Gefahr, dass „der tibetische Buddhismus zu einer Geisterverehrung verkommt“, zum anderen sei sie ein Hindernis der Einheit des Glaubens und schließlich sei sie „dem Gedeihen der tibetischen Gesellschaft unangemessen“. Der Dalai Lama betont, dass es seine eigene, durch „lange und sorgfältige Untersuchung“ gewonnene Lehrmeinung sei, er selbst ist noch in der Dolgyal-Praxis aufgewachsen.
Diese Ablehnung verschärfte sich Mitte der 1990er Jahre, nachdem der Dalai Lama 1996 Restriktionen über die Praxis verhängt hatte, die die Shugden-Verehrung innerhalb der tibetischen Exilgemeinde weitestgehend einschränkt. Jedoch haben Shugden-Praktizierende im Exil ihre eigenen Klöster und der Dalai Lama betonte immer wieder, dass es jedem freigestellt sei, die Praxis privat zu praktizieren. Die Einschränkungen wurden auf institutioneller Ebene vorgenommen.
Der derzeitige Abt des Kündeling-Klosters und – von Dalai Lama nicht anerkannte – 8. Tatsak Rinpoche, der in Südindien lebende Lobsang Yeshe, einer der Hauptvertreter der Dolgyal-Praxis, reichte am indischen Delhi High Court eine Klage gegen den Dalai Lama wegen religiöser Verfolgung ein. Diese Klage wurde vom Obersten Gericht in Delhi abgelehnt und nicht zugelassen wegen seiner „vagen Behauptungen“ und „dem Fehlen jedweden Falles von (behaupteten) Angriffen (gegen Shugden-Praktizierende)“.
Die aktuelle Stellungnahme des Dalai Lama besagt, dass es sich bei der Ablehnung des Shugden-Kults um einen Ratschlag handelt, den „zu beherzigen oder nicht, Angelegenheit des Einzelnen sei“, er aber „fordert, dass die Dogyal-Anhänger nicht an denjenigen seiner Unterweisungen teilnehmen, die eine Lehrer-Schüler-Beziehung erfordern.“
Für Jens-Uwe Hartmann, Professor für Indologie an der Ludwig-Maximilians-Universität München, ist „eine Lösung des Konfliktes … nicht absehbar.“ Er kommentiert: „Dies wird nicht nur die Sympathisanten des Dalai Lama mit Sorge erfüllen. Er droht die Gelugpa-Schule zu spalten, und angesichts der bestehenden Polarisierung und Radikalisierung der Standpunkte ist auch eine weitere Eskalation nicht auszuschließen.“